# Nordicom
Il Nordiskt informationscenter för medie- och kommunikationsforskning ("Centro di informazione nordico per la ricerca sui media e la comunicazione", Nordicom) è un centro di conoscenza, senza scopo di lucro e con sede presso l'Università di Göteborg, in Svezia, che lavora per raccogliere e diffondere la ricerca e i dati sui media e la comunicazione ottenuti nei paesi nordici. Lo scopo del lavoro di Nordicom è quello di sviluppare conoscenza riguardo al ruolo dei media nella società. Questo obiettivo viene raggiunto attraverso le seguenti azioni:
- Documentazione dello sviluppo dei media in termini di struttura dei media, proprietà dei media, economia dei media e uso dei media.
- Conduzione di un sondaggio annuale, The Media Barometer, atto a misurare la portata di varie tipologie di media nel territorio svedese.
- Pubblicazione di contributi nell’ambito della letteratura di ricerca, che include la rivista di ricerca internazionale Nordicom Review e la rivista periodica Nordicom Information (1979-2018).
- Pubblicazione di newsletter riguardanti le tendenze dei media nel territorio nordico e le questioni politiche in Europa.
- Redazione continua di informazioni su come si sta sviluppando la ricerca sui media nei paesi nordici.
- Attuazione della conferenza internazionale di ricerca NordMedia, organizzata in cooperazione con i media nazionali e le associazioni di comunicazione dei paesi nordici.

Nordicom è finanziato dal Consiglio nordico dei ministri, dal Ministero della cultura svedese e dall'Università di Göteborg.